# アマンテビアンコ
アマンテビアンコ（欧字名:Amante Bianco、2021年1月25日 - ）は、日本の競走馬。2024年の羽田盃の勝ち馬である。
馬名の意味は、恋人+白（伊）。本馬の馬体より連想。

## 戦績

### 2歳（2023年）
2023年6月17日、東京競馬場第6レースの2歳新馬戦（ダ1400m）でデビュー。鞍上にはクリストフ・ルメールを起用した。道中中団を追走し、直線で先頭のハビレを差し切り新馬勝ちを収めた。2戦目は1勝クラス・プラタナス賞に出走。先に抜き出たイーグルノワールとライジンマルを追ったが届かず3着。3戦目はカトレアステークスに出走した。道中は馬群に囲まれながら中団を追走し、鞍上の鞭に反応し前団を差し切り勝利。

### 3歳（2024年）
3歳シーズンは初の重賞挑戦となる雲取賞から始動。スタート直後に躓きバランスを崩した部分もあったが、前団を追走。直線では急追したが、逃げの手を打ったブルーサンを捉えられず2着。
次走に2度目の重賞挑戦となる羽田盃（JpnI）を選択。新馬戦から4戦とも鞍上を務めたルメールがドバイでの落馬事故による怪我で騎乗できなかったため、川田将雅が騎乗した。直線ではアンモシエラとの激しい叩き合いの末、1馬身抜け出し重賞初制覇・JpnI初制覇となった。続く東京ダービーは左前脚の骨瘤ため、回避した。10月25日左前脚の浅屈腱炎が判明。全治は未定。

## 競走成績
以下の内容は、netkeiba.comおよびJBISサーチの情報に基づく。
| 競走日     | 競馬場 | 競走名       | 格     | 距離（馬場）  | 頭 数 | 枠 番 | 馬 番 | オッズ （人気） | 着順 | タイム （上り3F） | 着差 | 騎手        | 斤量 [kg] | 1着馬（2着馬）       | 馬体重 [kg] |
| ---------- | ------ | ------------ | ------ | ------------- | ----- | ----- | ----- | --------------- | ---- | ----------------- | ---- | ----------- | --------- | -------------------- | ----------- |
| 2023.06.17 | 東京   | 2歳新馬      |        | ダ1400m（良） | 16    | 8     | 15    | 002.00（1人）   | 01着 | R1:25.5（36.5）   | -0.3 | 0C.ルメール | 55        | （ハビレ）           | 534         |
| 0000.10.14 | 東京   | プラタナス賞 | 1勝    | ダ1600m（良） | 14    | 7     | 12    | 002.00（1人）   | 03着 | R1:38.1（37.5）   | -0.8 | 0C.ルメール | 56        | イーグルノワール     | 536         |
| 0000.11.25 | 東京   | カトレアS    | OP     | ダ1600m（良） | 16    | 3     | 6     | 004.50（3人）   | 01着 | R1:37.5（36.7）   | -0.2 | 0C.ルメール | 56        | （ジョージテソーロ） | 536         |
| 2024.02.14 | 大井   | 雲取賞       | JpnIII | ダ1800m（良） | 16    | 5     | 9     | 002.70（2人）   | 02着 | R1:55.6（39.3）   | -0.4 | 0C.ルメール | 57        | ブルーサン           | 535         |
| 0000.04.24 | 大井   | 羽田盃       | JpnI   | ダ1800m（不） | 8     | 4     | 4     | 002.10（1人）   | 01着 | R1:53.9（39.4）   | -0.2 | 0川田将雅   | 57        | （アンモシエラ）     | 531         |

- 競走成績は2024年4月24日現在

## 血統表
| アマンテビアンコの血統       | アマンテビアンコの血統                  | アマンテビアンコの血統                  | （血統表の出典）                        | （血統表の出典） |
| 父系                         | ストームキャット系（ストームバード系）  | ストームキャット系（ストームバード系）  | ストームキャット系（ストームバード系）  | [ § 2 ]          |
| 父 *ヘニーヒューズ 2003 栗毛 | 父の父*ヘネシー Hennessy 1993 栗毛      | Storm Cat                               | Storm Bird                              | Storm Bird       |
| 父 *ヘニーヒューズ 2003 栗毛 | 父の父*ヘネシー Hennessy 1993 栗毛      | Storm Cat                               | Terlingua                               |                  |
| 父 *ヘニーヒューズ 2003 栗毛 | 父の父*ヘネシー Hennessy 1993 栗毛      | Island Kitty                            | Hawaii                                  | Hawaii           |
| 父 *ヘニーヒューズ 2003 栗毛 | 父の父*ヘネシー Hennessy 1993 栗毛      | Island Kitty                            | T. C. Kitten                            |                  |
| 父 *ヘニーヒューズ 2003 栗毛 | 父の母Meadow Flyer 1989 鹿毛            | Meadowlake                              | Hold Your Peace                         | Hold Your Peace  |
| 父 *ヘニーヒューズ 2003 栗毛 | 父の母Meadow Flyer 1989 鹿毛            | Meadowlake                              | Suspicious Native                       |                  |
| 父 *ヘニーヒューズ 2003 栗毛 | 父の母Meadow Flyer 1989 鹿毛            | Shortley                                | Hagley                                  | Hagley           |
| 父 *ヘニーヒューズ 2003 栗毛 | 父の母Meadow Flyer 1989 鹿毛            | Shortley                                | Short Winded                            |                  |
| 母 ユキチャン 2005 白毛      | 母の父*クロフネ 1998 芦毛               | *フレンチデピュティ                     | Deputy Minister                         | Deputy Minister  |
| 母 ユキチャン 2005 白毛      | 母の父*クロフネ 1998 芦毛               | *フレンチデピュティ                     | Mitterand                               |                  |
| 母 ユキチャン 2005 白毛      | 母の父*クロフネ 1998 芦毛               | *ブルーアヴェニュー                     | Classic Go Go                           | Classic Go Go    |
| 母 ユキチャン 2005 白毛      | 母の父*クロフネ 1998 芦毛               | *ブルーアヴェニュー                     | Eliza Blue                              |                  |
| 母 ユキチャン 2005 白毛      | 母の母シラユキヒメ 1996 白毛            | *サンデーサイレンス                     | Halo                                    | Halo             |
| 母 ユキチャン 2005 白毛      | 母の母シラユキヒメ 1996 白毛            | *サンデーサイレンス                     | Wishing Well                            |                  |
| 母 ユキチャン 2005 白毛      | 母の母シラユキヒメ 1996 白毛            | *ウェイブウインド                       | Topsider                                | Topsider         |
| 母 ユキチャン 2005 白毛      | 母の母シラユキヒメ 1996 白毛            | *ウェイブウインド                       | Storm and Sunshine                      |                  |
| 母系(F-No.)                  | ウェイブウインド(USA)系(FN:2-w)         | ウェイブウインド(USA)系(FN:2-w)         | ウェイブウインド(USA)系(FN:2-w)         | [ § 3 ]          |
| 5代内の近親交配              | Hold Your Peace 4×5 Northern Dancer 5×5 | Hold Your Peace 4×5 Northern Dancer 5×5 | Hold Your Peace 4×5 Northern Dancer 5×5 | [ § 4 ]          |
| 出典                         | 1. 2. 3. 4.                             | 1. 2. 3. 4.                             | 1. 2. 3. 4.                             | 1. 2. 3. 4.      |

- 母ユキチャンは、2008年の関東オークス、2009年のクイーン賞、2010年のTCK女王盃の優勝馬。
- 主な近親にメイケイエール、ハヤヤッコ、ソダシ、ママコチャなど。